# Scholastic assessment test
Scholastic Assessment Test eller SAT är ett amerikanskt nationellt urvalsprov som skall pröva kunskaper och färdigheter som behövs vid högre studier. Testet kontrollerar bland annat engelska, matematik och samhällskunskap. Det kan jämförs med det svenska Högskoleprovet.
| Ämne                         | Tid (Minuter) | Frågor |
| ---------------------------- | ------------- | --- |
| Matematik                    | 80            | Algebra och geometri; statistik, sannolikhetslära och dataanalys                                                                                     |
| Samhällskunskap och engelska | 100           | Engelska:Ordförråd, kritisk läsning, grammatik,meningsbyggnad, diktning.Samhällskunskap:Tolkning, analys, utvärdering, resonemang och problemlösning |